# Bienes de propios
Se llama bienes de propios a los bienes propiedad de un municipio que proporcionan una renta al mismo por estar arrendados. Generalmente son fincas rústicas, prados, dehesas, montes, etc. El municipio las arrienda, obteniendo así unos ingresos económicos. También se conocen como «los bienes propios» o «los propios». Cuando los bienes propiedad del municipio no se arriendan, sino que se aprovechan directamente por los vecinos se denominan «los comunes».
En España fueron expropiados, en su mayor parte, en virtud de la ley de desamortización promulgada por el ministro de hacienda Pascual Madoz el 1 de mayo de 1855.

## Texto de la ley de desamortización (1 de mayo de 1855)
Se declaran en estado de venta, con arreglo a las prescripciones de la presente ley, y sin perjuicio de las cargas y servidumbres a que legítimamente estén sujetos, todos los predios rústicos y urbanos; censos y foros pertenecientes:

- Al Estado.
- Al clero.
- A las órdenes militares de Santiago, Alcántara, Calatrava, Montesa y San Juan de Jerusalén.
- A cofradías, obras pías y santuarios.
- Al secuestro del ex Infante Don Carlos.
- A los propios y los comunes de los pueblos.
- A la beneficencia.
- A la instrucción pública.
- Y cualesquiera otros pertenecientes a manos muertas, ya estén o no mandados vender por leyes anteriores.